# 원주민주의
원주민주의(indigenism)는 태생적으로 그 지역에 오랜세월 전부터 거주하던 원주민(선주민)의 권리를 옹호하는 사상이다.
원주민주의의 사례로 라틴 아메리카의 인디헤니스모가 있다

## 같이 보기
- 원주민 권리 선언
- 정체성 정치
- 토착화
- 민족통일주의
- 지방제도
- 토착주의